# Agide II
(Plutarco, Apophthegmata Laconica, 215d (Agide, figlio di Archidamo), 5, 3)
Agide II (in greco antico: Ἆγις?, in latino Agis; Sparta, ... – Sparta, 401 a.C.) fu re di Sparta della casa reale degli Euripontidi dal 427 o 426 al 401 a.C..

## Biografia
Succeduto al padre Archidamo II, Agide II indirizzò le sue non comuni capacità di soldato all'abbattimento della potenza di Atene, contro cui Sparta aveva intrapreso da alcuni anni la guerra del Peloponneso. Tentò di invadere l'Attica nel 426 e poi nel 425 a.C., ma la prima volta fu dissuaso da una serie di terremoti, mentre la seconda si fermò solo due settimane. Nel 418 a.C. sconfisse nella battaglia di Mantinea gli Ateniesi, gli Argivi, gli Elei e i Mantineesi alleati fra di loro.
Nel 413 a.C. occupò Decelea nell'Attica per tagliare i rifornimenti ad Atene e tentò inutilmente di assaltare quest'ultima sia nel 410 che nel 409 a.C. Infine nel 405-404 a.C. cooperò con Lisandro al blocco che indusse gli Ateniesi a capitolare.
L'ultima sua impresa fu una spedizione militare contro l'Elide nel 401 a.C.: dopo essere andato a offrire la decima del bottino della campagna al santuario di Delfi, durante il viaggio di ritorno si ammalò presso Erea, fu portato a Sparta e morì dopo pochi giorni.
Dalla moglie Timea ebbe il figlio Leotichida, ma lo riconobbe solo in punto di morte: Agide infatti era sicuro che il bambino fosse non suo figlio ma piuttosto il frutto di una relazione illegittima tra sua moglie e il politico e militare ateniese Alcibiade, anche perché, calcolando l'epoca del concepimento, era sicuro di non aver dormito assieme alla moglie. Nonostante in punto di morte avesse riconosciuto il figlio, il navarco Lisandro, sfruttando la sua influenza a corte, fece in modo che, anziché Leotichida, a salire al trono fosse Agesilao, fratello del defunto re.